# José Vicente Gómez (atleta)
José Vicente Gómez (Falan, 16 de septiembre de 1948) es un atleta paralímpico colombiano que compite en carreras de medio fondo y fondo utilizando muletas debido a que perdió su pierna izquierda en un accidente de tránsito en 1993.
Desde su juventud fue un destacado atleta que competía para las Fuerzas Armadas de Colombia. Posteriormente se hizo especialista en las pruebas de medio fondo y fondo donde obtuvo varios reconocimientos por su desempeño deportivo, participó en varios campeonatos nacionales industriales y compitió en diferentes pruebas atléticas en todo el territorio colombiano. Ha participado en destacadas competencias de atletismo en Colombia como; Carrera Internacional Río Cali, Media Maratón de Bogotá, Maratón de Medellín y obtuvo medallas en las olimpiadas deportivas especiales FIDES.